# Filippo Torrigiani
Filippo Torrigiani (Firenze, 19 marzo 1851 – Firenze, 17 febbraio 1924) è stato un diplomatico e politico italiano.

## Biografia
Figlio di Luigi e Elisabetta Paolucci e fratello Piero, è ricordato per essere stato senatore del Regno e figura di spicco della politica fiorentina. Si laureò in giurisprudenza nel 1872 e intraprese subito la carriera diplomatica.
Si sposò con Cristina Malaspina (erede dei marchesi di Fosdinovo), con la quale ebbe tre figli maschi: Migliore, Alessandro e Giovanni che portarono il doppio cognome Torrigiani Malaspina.

## Carriera politica
Fu addetto alle legazioni di Bruxelles, Berlino e Pietroburgo. Già dal 1879, prese parte alla vita politica come consigliere comunale ed assessore a Firenze, e nelle elezioni del 1882  la stessa città lo elesse deputato; entrò così nella Camera dove sedette con l'opposizione costituzionale fino alla XXII legislatura.
Dal 1900 al 1909 fu vicepresidente alla Camera dei deputati, eletto poi   senatore (4 aprile 1909) fu prima segretario e poi vicepresidente del Senato.
Alla Camera dei deputati fu membro di numerose commissioni: quella del bilancio e quella per l'esame della relazione sul movimento dell'esportazione durante la guerra europea .

### Altri incarichi
Fu socio e amministratore della Casa musicale Ceccherini a Firenze dal 1881 al 1907.
Per lungo tempo fu membro del Consiglio superiore della pubblica istruzione.
Nel 1923 fu soprintendente del Regio Istituto di studi superiori, pratici e di perfezionamento di Firenze.

## Curiosità
Filippo e Piero furono tra i benefattori che contribuirono al compimento dei lavori per la facciata della chiesa di S.Maria del Fiore, a Firenze; lo stemma della famiglia si può osservare sulla facciata del Duomo.